# Endokrinologija
Endokrinologija se klasično definira kao znanost o žlijezdama s unutrašnjim izlučivanjem i njihovim proizvodima - hormonima.
Hormoni su informacijske biomolekule koje se izlučuju iz jednih i obično utječu na funkciju drugih stanica. 